# NGC 17
NGC 17 ili NGC 34 je galaksija u zviježđu Kit.

## Vanjske poveznice
- SEDS: NGC 0017